# Oskar Bökelmann
Oskar Bökelmann (* 1997 in Berlin) ist ein deutscher Schauspieler.

## Leben
Oskar Bökelmann wurde von Regisseur Andreas Arnstedt entdeckt, der ihn in seinem Kinodebütfilm Die Entbehrlichen in der Hauptrolle des Jakob Weiss besetzte. Diese Rolle brachte Bökelmann zwei Auszeichnungen ein. In den Folgejahren spielte er in verschiedenen Fernsehproduktionen, unter anderem 2015 in Verfehlung als Missbrauchsopfer eines katholischen Priesters und im selben Jahr in dem dänischen Drama Unter dem Sand – Das Versprechen der Freiheit einen jungen deutschen Soldaten in Kriegsgefangenschaft.
Oskar Bökelmann lebt in Berlin. Der Schauspieler Ludger Bökelmann ist sein jüngerer Bruder.

## Filmografie (Auswahl)
- 2009: Die Entbehrlichen
- 2011: Moritz (Kurzfilm)
- 2011: Die Lehrerin
- 2012: Friedrich – Ein deutscher König
- 2012: Die Vermissten
- 2012: Staub auf unseren Herzen
- 2014: Dr. Klein – Nach Hause
- 2015: Sibel & Max – Lauffeuer
- 2015: Verfehlung
- 2015: Unter dem Sand – Das Versprechen der Freiheit
- 2015: SOKO Stuttgart – Klug & Perfide
- 2015: Der verlorene Bruder
- 2016: Die siebte Stunde
- 2016: Kästner und der kleine Dienstag
- 2016: Tatort – Fünf Minuten Himmel
- 2016: Der Kriminalist – Ihr letzter Hit
- 2016: Notruf Hafenkante – Schatten der Vergangenheit
- 2017: Familie mit Hindernissen
- 2017: In aller Freundschaft – Die jungen Ärzte – Plan B
- 2017: SOKO Köln – Abikriege
- 2017: Der Usedom-Krimi – Nebelwand
- 2017: Der Usedom-Krimi – Trugspur
- 2018: Ihr seid natürlich eingeladen
- 2018: Trauung mit Hindernissen
- 2018: Das schönste Paar
- 2018: Petting statt Pershing
- 2018: Großstadtrevier – Pauls Abschied
- 2019: Morden im Norden – Wer Hass sät
- 2019: Beck is back! – Pro Bono
- 2021: Die Heiland – Wir sind Anwalt: Ausgeknockt!
- 2022: Polizeiruf 110: Keiner von uns
- 2022: Polizeiruf 110: Hildes Erbe
- 2023: Polizeiruf 110: Ronny

## Auszeichnungen
- 2010: Nachwuchsdarstellerpreis beim Filmfestival Max Ophüls Preis
- 2010: Darstellerpreis beim Los Angeles Filmfestival